# 웰링턴 매리스트 AFC
웰링턴 매리스트 AFC(Wellington Marist Association Football Club)는 뉴질랜드 웰링턴에 있는 축구단이다.

## 역사
해당 구단은 웰링턴에서 매우 오래된 축구단 중 하나로 1932년과 1946년에 채텀 컵에서 우승했으며 1945년 에는 준우승을 차지한 기록을 지니고 있다.

## 대회 기록

### 남자
- 캐피털 풋볼

우승 (2): 2001, 2009
- 채텀 컵

우승 (2): 1932, 1946

### 여자
- 센트럴 풋볼 W-리그

우승 (2): 2005, 2009, 2010
- 켈리 컵

우승 (2): 1995, 2010